# 塔傑穆特
33°52′46″N 2°31′24″E / 33.87944°N 2.52333°E
塔傑穆特（阿拉伯语：‎），是阿爾及利亞的城鎮，位於該國中部艾格瓦特省，由艾因邁濟區負責管轄，面積7,820平方公里，1998年人口41,676，人口密度每平方公里5人。